# 907-es busz (Győr)
A győri 907-es jelzésű autóbusz a Dunakapu tér és Kismegyer, Arató utca, Major utca megállóhelyek között közlekedik. A vonalat a Volánbusz üzemelteti.

## Közlekedése
Csak bizonyos rendezvények alkalmával közlekedik.

## Útvonala
| Kismegyer, Arató utca, Major utca felé | Dunakapu tér felé |
| --- | --- |
| Dunakapu tér – Móricz Zsigmond alsórakpart – Móricz Zsigmond rakpart – Tartsay Vilmos utca – Schwarzenberg utca – Gárdonyi Géza utca – Nádor aluljáró – Tihanyi Árpád út – Mester utca – Mészáros Lőrinc utca – Fehérvári út – Szauter Ferenc utca – Fehérvári út – Zöld utca – Fehérvári út – József Attila utca – Szent Imre út – Szent Imre út – Sági út – Arató utca – Kismegyer, Arató utca, Major utca | Kismegyer, Arató utca, Major utca – Arató utca – Sági út – Szent Imre út – Szent Imre út – József Attila utca – Fehérvári út – Zöld utca – Fehérvári út – Fehérvári út – Mészáros Lőrinc utca – Mester utca – Tihanyi Árpád út – Nádor aluljáró – Gárdonyi Géza utca – Schwarzenberg utca – Tartsay Vilmos utca – Móricz Zsigmond rakpart – Móricz Zsigmond alsórakpart – Dunakapu tér |

## Megállóhelyei
| 0  | Dunakapu tér                                                                | 24 |
| 1  | Dunapart Rezidencia                                                         | 23 |
| 2  | Schwarzenberg utca                                                          | 22 |
| 6  | Malom liget                                                                 | 18 |
| 7  | Mester utca                                                                 | 17 |
| 8  | Mészáros Lőrinc utca, kollégium                                             | 16 |
| 9  | Otthon utca (Graboplast)                                                    | 15 |
| 11 | Fehérvári út, Ipar utca                                                     | 14 |
| ∫  | Szövő utca                                                                  | 13 |
| 12 | Rozgonyi utca                                                               | 12 |
| 14 | Fehérvári út, Zöld utca                                                     | 11 |
| 15 | Kakashegy utca                                                              | 9  |
| 16 | Varga Katalin utca                                                          | 8  |
| 17 | Venyige utca                                                                | 7  |
| 18 | Templom utca                                                                | 6  |
| 19 | Zichy Ottó utca                                                             | 5  |
| 20 | Szent Imre út, József Attila utca (↓) József Attila utca, Szent Imre út (↑) | 4  |
| 22 | Kismegyer, körforgalom                                                      | 2  |
| 23 | Kalász utca                                                                 | 1  |
| 24 | Kismegyer, Arató utca, Major utca                                           | 0  |